# Psychrophrynella bagrecitoi
Psychrophrynella bagrecitoi är en groddjursart som först beskrevs av Lynch 1986.  Psychrophrynella bagrecitoi ingår i släktet Psychrophrynella och familjen Strabomantidae. IUCN kategoriserar arten globalt som sårbar. Inga underarter finns listade i Catalogue of Life.